# Hystriomyia lata
Hystriomyia lata är en tvåvingeart som beskrevs av Josef Aloizievitsch Portschinsky 1882. Hystriomyia lata ingår i släktet Hystriomyia och familjen parasitflugor. Inga underarter finns listade i Catalogue of Life.